# Max Unold
Max Unold (* 1. Oktober 1885 in Memmingen; † 18. Mai 1964 in München) war ein deutscher Maler, Grafiker und Schriftsteller. Er zählt zu den bedeutendsten Exponenten der Neuen Sachlichkeit in Deutschland.

## Leben und Werk
Max Unold war das einzige Kind des Schuhmachers Leonhard Unold (1859–1944) und seiner Frau Hermanna geb. Büchele (gest. 1943). Nach der Gymnasialzeit am St.-Anna-Kolleg in Augsburg führte ihn sein Studium 1904 nach München, wo er mit Unterbrechungen bis zu seinem Tod 1964 lebte. Er studierte zunächst  an der privaten Kunstschule Moritz Heymann, ab 1908 bei Hugo von Habermann an der Münchner Kunstakademie. In München war Unold bald Teil der Schwabinger Kultur-Schickeria.
Zunächst befasste er sich mit der gegenständlichen Darstellungsweise in der Tradition von Wilhelm Leibl und Trübner, ab 1910 auch mit dem Expressionismus. Sein erster Auftritt in der Kunstszene war 1912 die Frühjahrsausstellung der Münchner Sezession.
In den Jahren 1911, 1912 und 1913 reiste er nach Südfrankreich und lernt dort Künstler wie insbesondere Paul Cézanne und andere kennen; ihr Werk und die Landschaft der Provence üben großen Einfluss auf sein Schaffen aus.
Danach wandte er sich der „Neuen Sachlichkeit“ zu. Max Unold gilt heute, neben Alexander Kanoldt, Heinrich Maria Davringhausen, Carlo Mense, Franz Radziwill, Georg Schrimpf und anderen, als einer ihrer Hauptvertreter in Deutschland. Seine Motive fand er vor allem im Groß- und Vorstadtleben, wie beispielsweise Arbeiter, Menschen im Café, am Strand, beim Flanieren und anderen Freizeitbeschäftigungen.
Er war 1913 einer der Gründer der Künstlergruppe „Münchener Neue Secession“ (auch „Neue Gruppe“), als deren letzter Präsident erlebte er 1936 auch ihre zwangsweise Selbstauflösung in der Zeit des Nationalsozialismus. 1927 erlangte er an der Kunstakademie eine Professur. Max Unold war Mitglied des Deutschen Künstlerbundes; 1929 beits im erweiterten Vorstand des DKB (Jury und Hängekommission). Ab 1946 war er Präsident des Berufsverbandes bildender Künstler (BBK) München. Als Mitglied der Neuen Gruppe stellte er im Haus der Kunst aus. Darüber hinaus war er Professor an der „von Parish-Kunstschule“ in München.
Sein grafisches Werk umfasst zunächst zahlreiche Folgen von – altdeutsch beeinflussten – Holzschnitten, später auch Lithografien und Radierungen. Viele dieser grafischen Arbeiten fanden Verwendung als Buchillustrationen, einige auch für Plakate.
Unold erhielt für seine Gemälde und Grafiken zahlreiche öffentliche Aufträge. Er schuf auch Bühnenbildentwürfe für die Münchener Kammerspiele und das Prinzregententheater.
Von 1947 bis 1957 war Unold Mitglied des Bayerischen Senats.

## Ehrungen
- Ehrenmitglied der Bayerischen Akademie der Schönen Künste
- 1955: Großes Bundesverdienstkreuz
- 1959: Bayerischer Verdienstorden

Werke von Unold sind in zahlreichen Museen weltweit zu sehen.
Sein künstlerischer Nachlass wird in der MEWO Kunsthalle in Memmingen verwahrt und regelmäßig in Ausstellungen zugänglich gemacht.